# Vladimir Sviridov
Vladimir Sviridov, né le 13 octobre 1955 à Mineralnye Vody et mort en novembre 2023 à Andjievsky, dans le kraï de Stavropol, est un militaire russe. Lieutenant général, il est nommé en 2005 commandant de la 6e armée de l'air et des forces de défense aérienne des forces armées russes, poste qu'il occupe jusqu'en 2009.
Il meurt en novembre 2023 avec sa femme, dans des circonstances qui ne sont pas encore établies précisément.

## Biographie
Né en 1955, Vladimir Sviridov sort diplômé en 1979 de l'École supérieure d’aviation militaire des pilotes et navigateurs de la défense aérienne de Stavropol. Il est affecté au district militaire d'Extrême-Orient puis commande un escadron du Groupement des forces armées soviétiques en Allemagne . Il poursuit ses études militaires à l'Académie de l'armée de l'air Youri Gagarine, dont il sort diplômé en 1992, à la suite de quoi il sert en Ciscaucasie.
En 2002, il est diplômé de l'Académie militaire de l'état-major général, puis il est nommé commandant adjoint de l'armée de l'air et de la défense aérienne. En 2005, il prend la tête de la 6e armée de l'air et des forces de défense aérienne des forces armées russes, et occupe ce poste jusqu'en 2009.
En 2007, il se montre critique de l'organisation militaire russe. En 2007, il dans une interview accordée au magazine russe Take-Off, il se plaint de la formation des pilotes russes, qu'il estime insuffisante, étant seulement de 25 à 30 heures au lieu des 100 heures nécessaires. Dans un autre entretien, il critique le niveau de formation trop faible des officiers. Il est cependant très apprécié en Russie. En 2009, à 54 ans, il est limogé en raison de ses critiques virulentes,, et prend sa retraite avec le grade de lieutenant général.
Le 16 novembre 2023, il est retrouvé mort à son domicile d'Andjievsky, dans la vile de Mineralnye Vody, dans le kraï de Stavropol, aux côtés de son épouse. Selon les premières investigations, ils seraient morts depuis environ une semaine ; selon l'agence de presse russe RIA Novosti, il n'y aurait « pas de trace de mort violente ». Un dysfonctionnement du système de chauffage à la suite d'une panne de courant aurait provoqué leur intoxication au monoxyde de carbone. Toutefois, les relevés sur place n'auraient révélé aucun dépassement des limites de concentration en monoxyde de carbone,. Le comité d'enquête de la fédération de Russie poursuit son travail d'investigation.

## Récompenses et distinctions
- Ordre de l'Étoile rouge « Pour le mérite militaire »[3]
- « Pilote militaire honoré de la Fédération de Russie » en 2005[6]